# ゲイ・アイコン

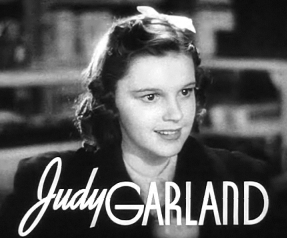
女優で歌手のジュディ・ガーランド（1922年-1969年）はゲイ・アイコンの典型的な例として挙げられる。

ゲイ・アイコン（Gay icon）は、多くのLGBT（レズビアン、ゲイ、バイセクシャル、トランスジェンダー）に支持される、（歴史上または存命中）著名人のことである。英語圏にはDykonという近年になり普及した言葉もあり、これは"dyke"と"icon"からなる複合語で、レズビアンがアイコン性を感じる著名人のことを指す。
彼らは性別やジェンダーを問わないが、彼らの性的指向や性同一性は様々で、その公表／非公表は関連性がない。ゲイ・アイコンの多くはLGBTの社会運動を支持しているが、彼らの中でキリスト教に熱心な一部の人々は反対の立場(LGBT rights opposition)を取っており、さらにその一部はLGBTの地位向上(en)反対論を擁護する立場を取っている。現代のゲイ・アイコンは主に女性芸能人が多いが、シルヴェスターやボーイ・ジョージのような男性も含まれる。彼らの多く、または一部は、LGBTコミュニティから支持されている。

## 歴史における例

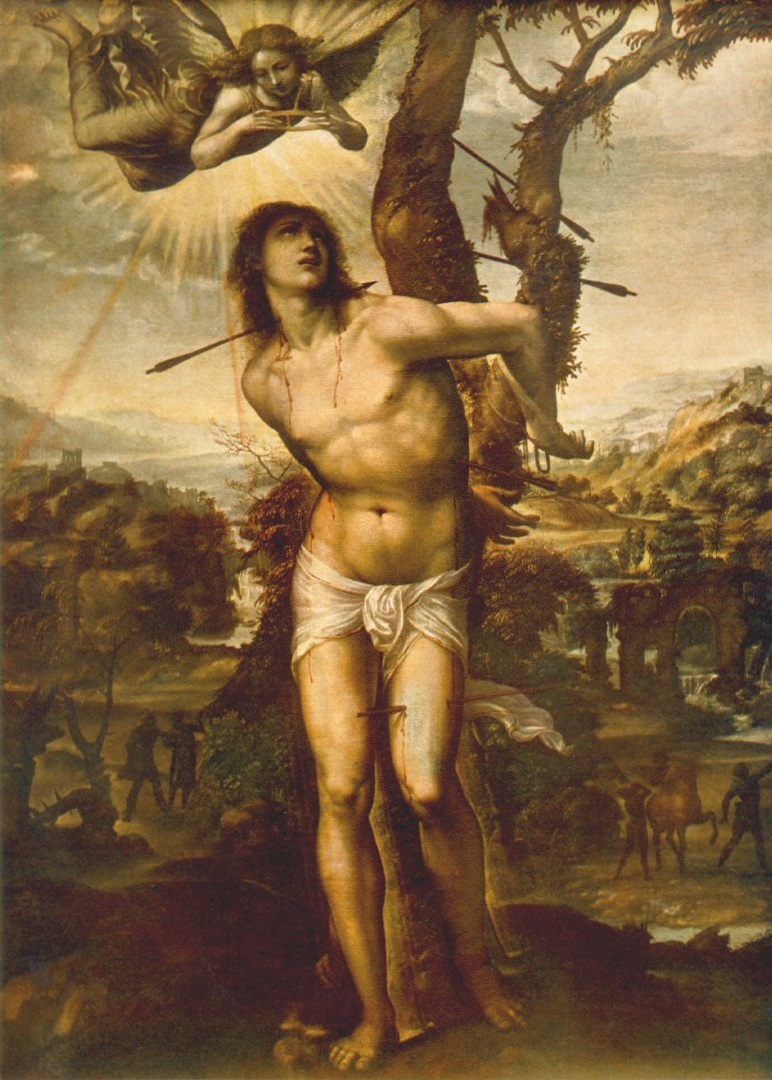
聖セバスティアヌス は史上最初のゲイ・アイコンといわれている

歴史上で一番古いゲイ・アイコンは聖セバスティアヌスとされている。セバスティアヌスはキリスト教の聖人かつ殉教者で、屈強で衣服を纏わない身体、矢で射抜かれた様、苦痛な様などの要素は、異性愛・同性愛を問わず芸術家達の興味を絶えず惹きつけ、特に19世紀のゲイカルチャーで人気を得た存在だった。

ジャーナリストのRichard A. Kayeは「現代のゲイ男性がみても聖セバスティアヌスの肖像は同性愛的（はっきり言うなら、同性的なエロティック）なものを感じるし、これはゲイであることを隠さざるを得なかった時代から続くポートレイトの原点だ。」と記している。
セバスティアヌスのゲイ・アイコン的な面を示す例はいくつかあり、劇作家テネシー・ウィリアムズは彼の作品『去年の夏 突然に』で苦労を堪え忍ぶキャラクターの名前に「セバスチャン」の名前を使っている。

この名前はアイルランドの作家で詩人のオスカー・ワイルドが、服役を終えた後の偽名「セバスチャン・メルモス」（Sebastian Melmoth）の引用元になっている。彼はユーモアとダンディでも知られた人物で、19世紀の終わりには同性愛者を公表していたと考えられ、彼自身も今日ではゲイ・アイコンと見なされている。
マリー・アントワネットは初期のレズビアン・アイコンで、フランス革命直前に反王室側が流布した文書ではマリーの女性関係の噂が取り上げられ、性的な内容を事細かに書き連ねた噂話を流布された人物である。
ヴィクトリア朝時代のイギリスでは、フランス王国派の伝記作家がこの噂を否定したがランバル公妃マリー・ルイーズへの寵愛が美化されて話題となっており、1858年の記録には「神の導きで貴重で偉大な二人の愛があの世で結ばれた」という記述が残されている。
彼女の処刑は悲劇の殉死のイメージが影響したのか、19世紀末にはサッフィズム（女性の同性愛、en）のアイコンと見なされていた。
マリーは20世紀のレズビアン文学(en)にも影響を残している。イギリスの詩人ラドクリフ・ホールの著書『さびしさの泉』や、ゲイの劇作家Jonathan Brockettはマリーとランバル公妃について「言い訳や見せかけに疲れた哀れな魂よ…」と表現している。

マリーはゲイ・アイコンでもあり、フランスの作家ジャン・ジュネは彼女に魅了された一人である。彼は1947年の演劇「女中たち」で彼女の処刑シーンを再現している。

## 現代における例

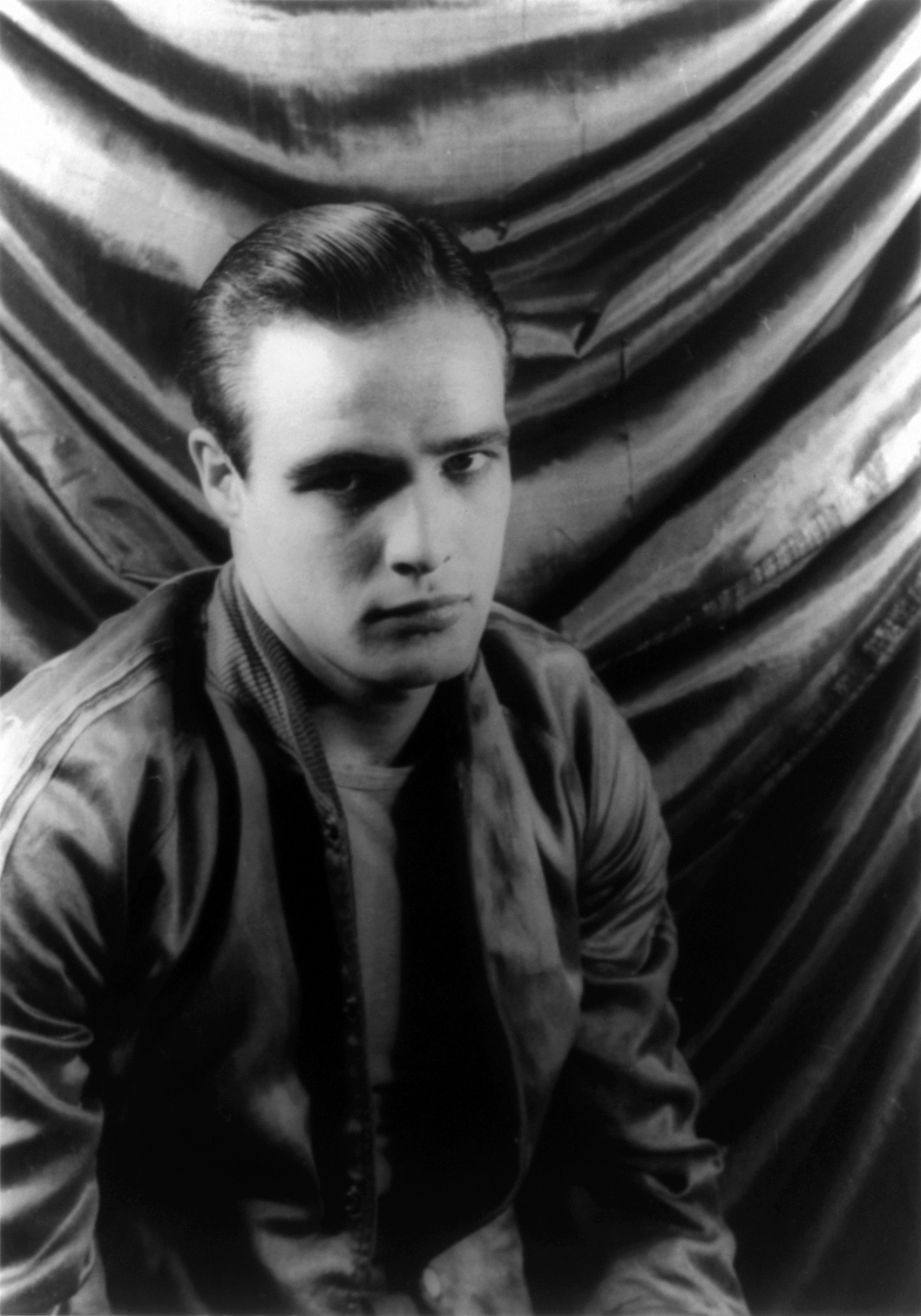
マーロン・ブランド（1948年）

現代のエンターテイメント界（映画スターおよびミュージシャン）でゲイ・アイコンに挙げられる人物は、いずれも逞しさや独特な個性の強さを持ち、また早世したり悲劇的な最期を遂げた人物が多いことも特徴である。例えば、1950年代に名声を極めたギリシア系アメリカ人でオペラ歌手のマリア・カラスは、ステージでの魅力的な様や悲劇的な恋愛など波乱に満ちた私生活、舞台を去った後のパリで早世した事などの多くの出来事が彼女をゲイ・アイコンにする要素となった。彼らゲイ・アイコンは同性愛・異性愛を問わず、また同性愛を公言しているか否か、性別も様々である。ショーなどでドラァグクイーンが特定の人物になりきって演じる際などは、ゲイ・アイコンの女性がよく取り上げられる。
レズビアン・アイコンと呼ばれる人物は、殆どの場合がレズビアンまたはバイセクシャルで、かつ本人が公言しているか噂のある、パワフルな女性である。
しかしながら、一部の男性著名人もレズビアン・アイコンに含まれることもある。ジェームズ・ディーンはその一例で、マーロン・ブランドも男性的レズビアンのイメージに似た風貌(en)や、1950年代以降の彼自身のイメージからレズビアン・アイコンとされている。
マイナーなレズビアン・アイコンのジョニー・キャッシュは、彼の「男らしさに対する不安感や苦しみがレズビアンの要素である」という旨の主張が批判の的となった人物である。サイエンスフィクションの著者フォレスト・J・アッカーマンはレズビアン人権団体Daughters of Bilitisの初期の活動を支えたことから、"honorary lesbian"（名誉レズビアン）の異名で知られる。彼は"Laurajean Ermayne"のペンネームでレズビアンのフィクション小説を書いていたことがある。
一方で、イギリスの新聞ガーディアンのPaul Flynnが「ゲイ・アイコンの概念はもはや"激安"といった見出し的なもので、その概念は"人気"や、逞しさや特徴的なスタイルを作り出せる"能力"などで言い換えられるものになっている」と指摘するなど、ゲイ・アイコンの実態が本来の「ゲイに大きな支持を受けている人物」の特徴を失ったものになりつつあるという声もある。アメリカのゲイ作家Michael Thomas Fordも彼の作品"Last Summer"で同様の主張をしている。
ゲイ・アイコンという用語はアメリカ国内では普通に使われる言葉であるが、同様の概念は他文化圏でも見られる。イタリア系エジプト人のダリダは、生涯を通じて、パリから中東の広いエリアでゲイのファンに支持を得ていた。彼女は死後数年経ってもアイコン性が失われることはなかった。同様にボリウッドの俳優アビシェーク・バッチャンはインド国内の調査でゲイ・アイコンとして最近認定された。同性愛を恥とする風習の残るインドにあって、「どんな人からの好意や愛も歓迎です」と述べたと伝えられている。彼自身は異性愛者だが、ゲイ男性の厚いファン層があることを喜んでいる。
オランダの歌手Willeke Albertiは、歌のレパートリーやキャリアの長さ、ゲイ擁護のパフォーマンスなどでゲイ・アイコンと広く認められている。スペインの女優カルメン・マウラ、イタリアの歌手ミーナ・マッツィーニ、スコットランドのポップシンガージミー・ソマーヴィル、ドイツのシンガー・ソングライターMarianne Rosenberg、イギリスの歌手ダスティ・スプリングフィールドもゲイ・アイコンと見なされている。
ラテンアメリカにも多くのゲイ・アイコンとされている人物が存在する。タリアはその例の一つで、彼女のシングル曲で1980年代にスペインのバンドAlaska y Dinaramaのヒット曲のカバー"¿A_quién_le_importa?"（誰が心配するの？）は、スペイン語圏のLGBTコミュニティでゲイ・アンセムになっている。また、メキシコのポップシンガーグロリア・トレビもその一人である。グロリアは、差別を受けた男性がドラァグクイーンに成長する内容の曲"Todos Me Miran"（皆が私を見ている）のリリース後に人気が高まったが、彼女はそれまでメキシコのゲイ・レズビアンコミュニティにのみ知られる存在であった。パウリナ・ルビオもラテンアメリカでゲイ・アイコンとされていて、同性婚の活動支援や、「マドンナとセックスしたい」と公に発言したことで話題と支持を得た。

### エンターテイメント界

#### 1930年代 - 1940年代
1930年代は、作家、政治活動家、評判の良い有名人に数多くのゲイ・アイコンが存在した。詩人で風刺作家のドロシー・パーカーに数多くのゲイファンが存在したという。とはいえ、ゲイ男性を意味する"Friend of Dorothy"という言葉は、後年になってジュディ・ガーランドが『オズの魔法使』でドロシーを演じた頃になって普及したが、パーカーに端を発すると言われている。

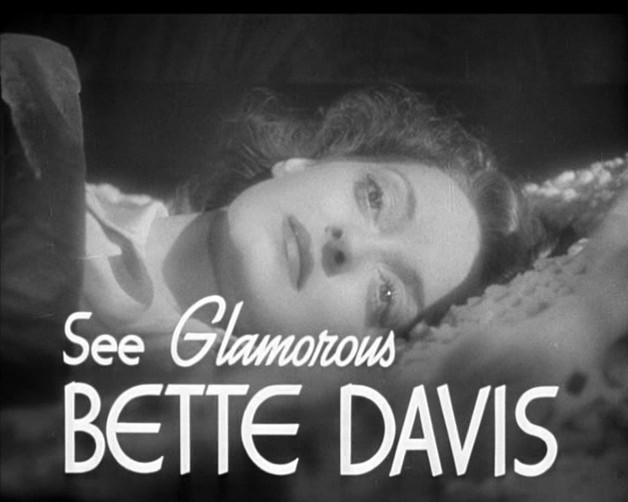
映画「愛の勝利」のベティ・デイヴィス（1939年）

1939年の映画「愛の勝利」でのベティ・デイヴィスの演技はクィア学者のイヴ・セジウィックによって「クローゼットの認識論」の異名で呼ばれている。主人公Judith Traherneを演じたデイヴィスの演技は、どこか秘密を隠した雰囲気と"camp-worthy"というセリフで、ドラマチックな世界に生きる派手なクイーンを連想させ、彼女の人気を押し上げた。"Dark Victory: The Life of Bette Davis"の著者Ed Sikovは、「20世紀のゲイ達は、デイヴィスを見本に自分達のサブカルチャを発展させた」と言及している。
クイア学者Marcella Althaus-Reidは著書"Liberation Theology and Sexuality"で、マレーネ・ディートリヒが最初にハリウッドの評論家の絶賛を受けたドイツ生まれ女優というだけでなく、退廃的かつ美性・完全性・官能性を備えた最初の女性だと述べている。
Althaus-Reidは、リオデジャネイロにてアパレシーダの聖母の姿をしたディートリヒの立像がコパカバーナのゲイバーに存在しているのを確認している。黒い聖母を思わせるディートリッヒのイメージは、彼女の華やかさと困難多き姿を物語っている。Althaus-Reidによると、ディートリヒを神格化した立像は、メアリー像と交換されたものであるという。
メイ・ウエストは彼女がデビューした頃からのゲイ・アイコンであり、ゲイの権利をサポートしていたが、彼女のパフォーマンスがキャンプ的なスタイルを連想させるとして顰蹙（ひんしゅく）を買った。
この年代の他のアイコンに、男性との交際の噂があった俳優のケーリー・グラント、カルメン・ミランダ、 レナ・ホーン、ジョセフィン・ベーカー、 エセル・マーマン、グレタ・ガルボ、 キャサリン・ヘプバーン、メイ・ウエスト、ジンジャー・ロジャース、タルラー・バンクヘッド、エディット・ピアフやノエル・カワードなどがいる。

#### 1950年代 - 1960年代

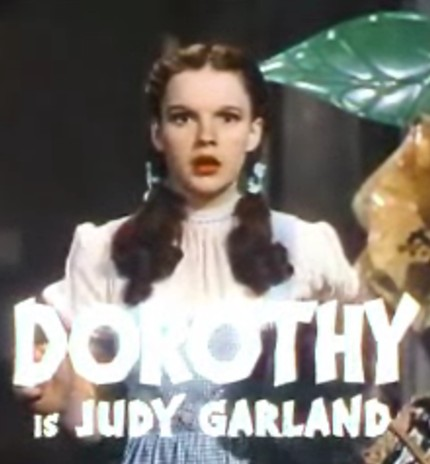
最も有名なゲイ・アイコンの一つとも言われるドロシーを演じるジュディ・ガーランド（1922年–1969年）

ゲイ・アイコンの元型の一つはジュディ・ガーランドである。ジュディはバイセクシュアルであり、特に有名なゲイ・アイコンの一人とされている。"Culture Clash: The Making of Gay Sensibility"の著者Michael Bronskiは、「ストーンウォール時代直前のゲイ・アイコンの中心的な存在」とガーランドを評している。
映画『オズの魔法使』で演じたドロシー役で知られるガーランドのゲイ・アイコンとしての敬愛度は高く、1950年代のゲイの間で隠語として使われるほどだった。たとえば、"Is he a friend of Dorothy?"(彼はドロシーの友達?)という言い回しは、「彼はゲイ?」という意味で使われていた。
物語の中で、ブリキ男や臆病なライオン、カカシといった妙な仲間と出会うドロシーのキャラクターと、「ドロシーの友達」の意味していた「ありふれていない、奇妙さ」といったニュアンスが「クウィア」へと通じていった。ガーランドは映画で演じたキャンプな姿が有名だが、実際には正反対の性格で、「彼女の歴史は落胆と憂鬱」であったとBronskiは述べている。
彼女のゲイファンに対する考え方ははっきりしていない。
Bronskiが意見しているように、1950年代のハリウッドは「活気あふれる30年代と自立した40年代」から一転して淀んだ空気に包まれていた。ガーランドだけでなくラナ・ターナーやスーザン・ヘイワードも「苦悩する姿は魅力の一部…50年代の女性スターはゲイ達と同じく、苦悩し、美しかった」とBronskiは記している。
ガーランドの娘ライザ・ミネリも母と同じくゲイ・アイコンであり、バーブラ・ストライサンドも同様である。
ジョーン・クロフォードは、芸術に身を捧げた生き方で「究極のゲイ・アイコン」と呼ばれている。Lawrence J. Quirkは著書"Joan Crawford: The Essential Biography"にて、彼女の公私両方においてもがく姿に同情してくれるゲイ男性達にクロフォードはアピールしていた、と説明している。クロフォードは1930年代 - 1940年代にかけて素晴らしい映画スターであったが、"joan crawford: Hollywood Martyr"の著者David Bretによると、完璧なゲイ・アイコンになったのは、彼女がカラーで撮影された最初の映画『Torch Song』（1953年）の後だったという。Bretはさらに、女優の赤い髪、濃い目の色、ビクトリーレッドの唇が、ゲイ界の他のセイレーン：ディートリッヒ、ガーランド、タルラー・バンクヘッド、エディット・ピアフ、そして若き日のマリリン・モンローやマリア・カラスに共通する項目であると述べている。

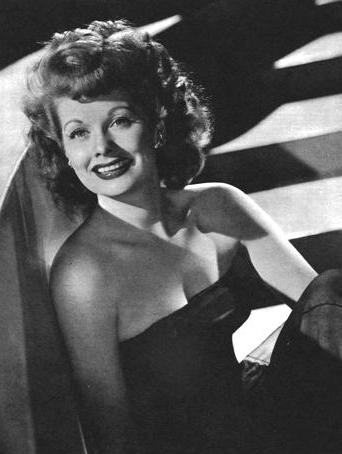
女優・ルシル・ボール（1945年）

ルシル・ボールもこの時代の卓越したアイコンである。リー・タネン(Lee Tannen)の著書"I Loved Lucy: My Friendship with Lucille Ball"で、彼は共通の友達からボールがはじめてゲイ・アイコンと言われたときの体験を述べている。ウェストハリウッドのバーでは彼女が出演していたテレビシリーズ『アイ・ラブ・ルーシー』を毎週末に見るのが恒例になっているのが知り、ボールはゲイ男性から熱烈な賞賛を受けたと話していた。
米国のゲイ向け雑誌『OUT』のインタビューにて、タネンは「ボールの演じたキャラクター、ルーシー・リカードは何をしても失敗ばかりで、自分みたいだと思うゲイ男性は多かったと思う」と述べてルーシーは正にゲイ・アイコンだ、と自身の意見を説明している。
テレビ伝道師のJim Bakkerの元妻で牧師Jay Bakkerの母タミー・フェイ・メスナーは"究極のドラァグクイーン"と呼ばれている。ラリー・キングとの最後のインタビューで「私が何もかも失った時に、私を助けにきてくれたのはゲイの人々だったの。それ以来私は彼らが大好きだわ。」と語っている。
この時代の他のアイコンには、リベラーチェ、ジュリー・アンドリュース、シャーリー・バッシー、デビー・レイノルズ、バーバラ・クック、ロック・ハドソン、ファビュラス・ムーラ、ドリス・デイ、アーサー・キット、クララ・ウォード、マリリン・モンロー、グロリア・スワンソン、エリザベス・テイラーなどがいる。

#### 1970年代 - 1980年代
1970年代のゲイディスコシーンにおける最初のゲイ・アイコンは"クイーン・オブ・ディスコ"と称されたドナ・サマーであり、彼女のダンスナンバーはクラブ好きのゲイコミュニティのアンセムであった。彼女の代表曲"Love to Love You Baby"（邦題：愛の誘惑）はゲイ・アンセムに留まらず、"absolute disco epic"(完全なるディスコの叙事詩)とまで評されるほど全てのセクシャリティに渡って愛された。この曲はヨーロッパのディスコから火が付いた後アメリカへ飛び火し、レコード界のムーブメントが数年に渡り影響を受けるほどのインパクトがあった。しかしながら、エイズ禍が広がりを見せ始めた1980年代にキリスト教を信仰し始めたサマーは、「AIDSはゲイに対する天罰である」と同性愛嫌悪の意見を述べたというデマが流れ、批判の波に巻き込まれることになる。この事件で彼女はゲイ・コミュニティから見放されることになった。
1983年のアトランティックシティの後、カムバックを果たしたことを大変喜んでいたサマーはファンに話していた。サマーがキリスト教信仰を新たに始めたことを知るエイズ患者の男性ファンが、サマーに自分のために祈りを捧げて欲しいとお願いし、彼女は喜びを口にしていたが、誰かが彼女の行為が偽善的だと騒ぎ出した。その時点で会場のファンにどよめきが走り、非礼な一部のファンが「劇場から出ろ」と叫ぶなど、多くの目撃者が加熱した現場に陥っていたと証言している。サマーは「ゲイコミュニティにエイズが表れたのは、無謀なライフスタイルが原因だ」と述べているが、「エイズが神からの罰」とは語っていなかったと状況を知る複数のファンが証言している。サマーとゲイのファンが共に祈り、前述のファンにキリストの教えに戻るよう声を掛けて抱擁を交わした。—D.L. Groover、OutSmart magazine
1980年代中盤の間、サマーの広報はデマについての否定声明を数回に渡って出し、レコード業界とゲイコミュニティの一部が彼女を支え続けた。しかしながら、サマー自身はこの件について沈黙を続け、彼女が直接言及するのは数年後のことになる。1989年に雑誌アドボケートのインタビューに答え、自分のキャリアはオープンゲイの多くのスタッフと共に築いてきたし、ゲイを理由に彼らを批難したことは一度も無いと述べ、「私は性的指向で人を見たりしない。ゲイかストレートかで人を判断したりしないわ。私の愛は人としての思いやりから成っているのよ。」と述べた。
同じディスコシンガーグロリア・ゲイナーも彼女のシングル"I Will Survive"がフェミニストとゲイの社会運動のアンセムになっていることでゲイコミュニティからの大きな支持を受けていた。さらにダイアナ・ロス、グレイス・ジョーンズ、メルバ・ムーア、ロリータ・ハロウェイらも、DJやゲイの客たち、LGBTコミュニティから厚い支持を受けた。
歌手のキャス・エリオットは、ファッション性と個性を尊重する歌詞（"Make Your Own Kind of Music"や"Different"など）や、自由な恋愛や歌唱力のインパクトで知られている。彼女の曲は1996年のゲイ映画『とても素敵なこと-初恋のフェアリーテール-』で使用されている。歌手で女優のベット・ミドラーは1970年代のゲイ・アイコンとして認識されるが、ブロードウェイシアターでのパフォーマンスの後、ニューヨークのゲイ向けバスハウスのContinental Baths内のクラブでパフォーマンスを始めた。彼女はここでピアノ伴奏をお願いしたバリー・マニロウと親しくなり、その後彼がミドラーの最初のメジャーアルバム「The Divine Miss M」(1973年)をプロデュースすることとなる。
 
（エイズ禍が）広まる場所だったけど、（バスハウスで歌っていた）あの頃を今でも誇りに思うわ。ゲイ解放運動の先端に立っているような気分だったし、私もその役に立っていたと思いたいわ。そう、誇りを持って「バスハウスのベティ」って肩書きを持っているのよ。—Bette Midler、Houston Voice
| ボーイ・ジョージ（左）とエルトン・ジョン（右） |  | ボーイ・ジョージ（左）とエルトン・ジョン（右） |
| ボーイ・ジョージ（左）とエルトン・ジョン（右） |  |                                                |

1970年代から1980年代に掛けてのゲイコミュニティで 大きな支持を得ていたアーティストに、ダイアナ・ロス、グレイス・ジョーンズ、Charo、エレイン・ペイジ,、 ドリー・パートンがいる。またイギリス人には、作家クエンティン・クリスプ、クイーンのメンバーでフレディ・マーキュリー、バイセクシャルではデヴィッド・ボウイらがゲイ・アイコンにいる。
カルチャー・クラブのボーイ・ジョージは著名なゲイ・アイコンの一人であり、その目を惹くルックスとクィアな雰囲気によって世間の注目をいち早く集めた。エルトン・ジョンもこの時代にゲイ・アイコンとなっていたが、1990年代にかけてより大きな存在になっていく。
オーストラリア出身の歌手オリビア・ニュートン＝ジョンは同性婚支持の表明、『グリース』『ザナドゥ』などへの映画出演、ヒット曲「フィジカル」のMVにゲイの男性を登場させたことからゲイ・アイコンの一人として数えられている。
ディスコ・ポピュラーミュージックの歌手で女優のシェール (Cher)は彼女の音楽性だけでなく、映画『シルクウッド』でレズビアンを演じてアカデミー助演女優賞にノミネートされるなど、ゲイコミュニティで重要な人物として扱われている。彼女の娘チャスティティー・ボノが17歳の時にカムアウトしたが、シェールが最初に感じたことは「自責心、恐れ、哀しみ」であったという。シェールが娘の性的指向を受け入れることができた時に、彼女は自身の娘やLGBTの人々が「不公平にも、誰もが持つのと同じ権利を持っていない」という事実を実感した。シェールはLGBTの人々のゲイ・アイコンに留まらず、ゲイ・レズビアン・バイセクシャル・トランスジェンダーの子を持つストレートの親の手本となる人物にもなった。
シェールは1997年のPFLAG（レズビアン・ゲイの家族と友人の会）国際会議の基調講演を務めた。シェールの音楽界における長いキャリアが多くのゲイファンの支持を集め続けている。"Gay Pride: A Celebration of All Things Gay and Lesbian"の著者William J. Mannは、「私たちが60歳になっても、90歳になったシェールの音楽で踊っているだろう。」と述べている。シェールは自身のキャリアがつまずいた時期にも支えてくれたのはゲイファンたちだったと言及している。

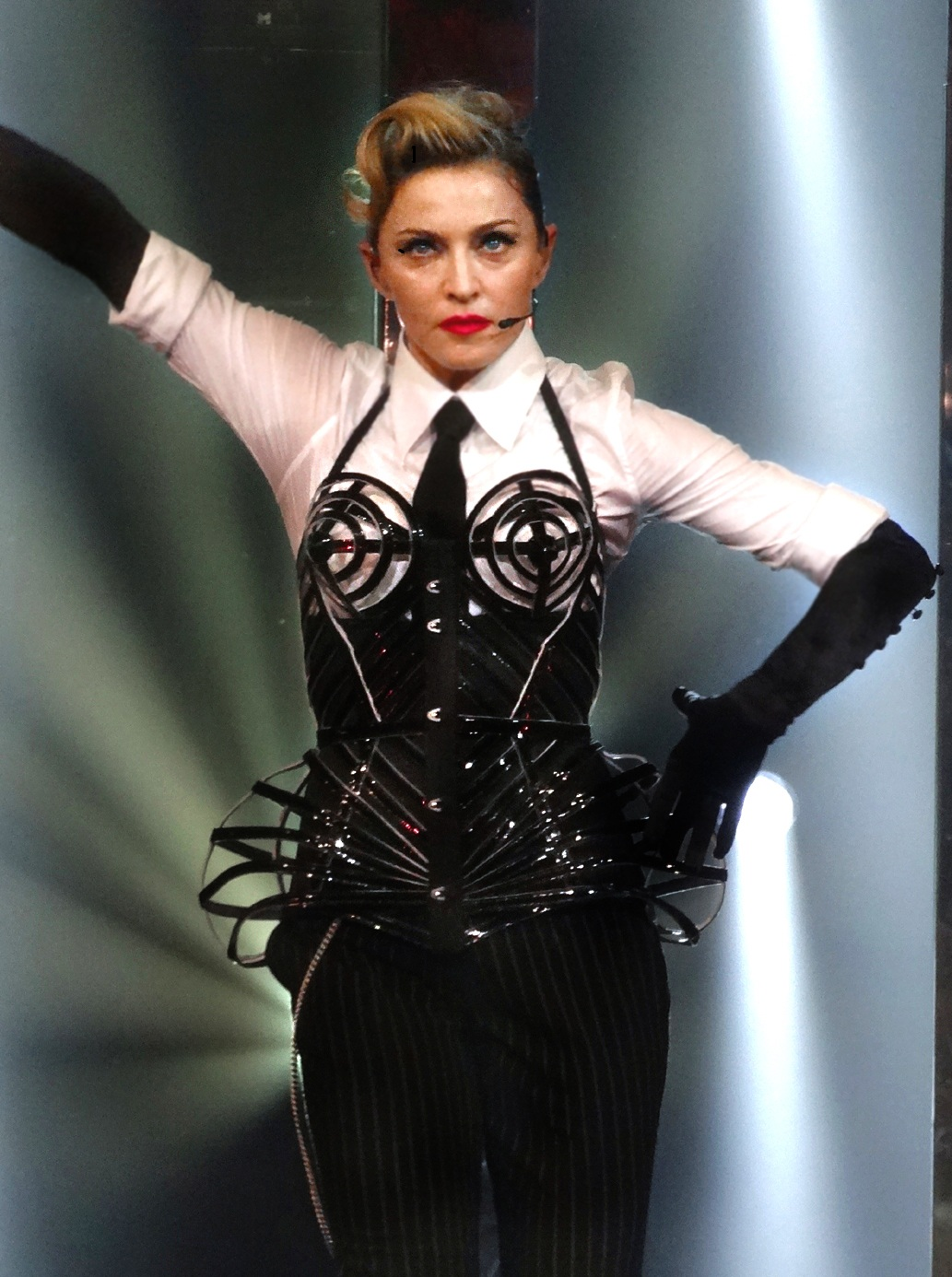
マドンナ（2012年）

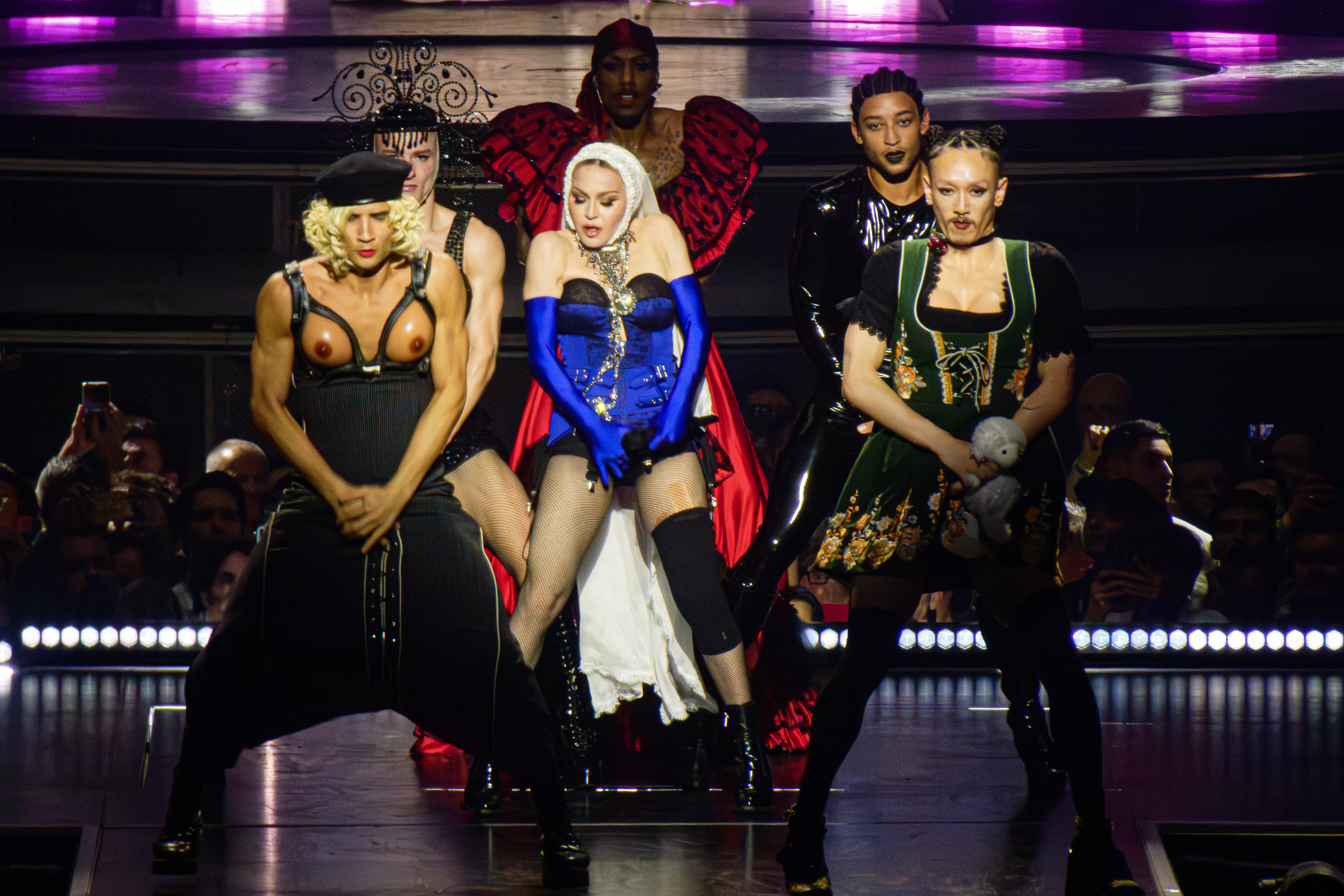
マドンナ（中央、2023年）

メディアから"クイーン・オブ・ポップ"、"クイーン・オブ・ダンス"の異名で呼ばれ、ギネス世界記録に「世界で最も成功した女性歌手」の記録を打ち立てた、ポップシンガーのマドンナ(en:Madonna as gay icon)は、20世紀末におけるゲイ・アイコンの星とも言える人物になった。そのキャリアを通じてゲイファンが存在していることが知られ、彼女はゲイコミュニティに関連する様々な事を曲やパフォーマンスで表現しており、ゲイクラブでパフォーマンスすることもあった。彼女はインタビューで親友の何人かはゲイで、自身が"史上最大のゲイ・アイコン"と評されたことでゲイを敬愛している、と言及している。また1990年代初頭のテレビ・インタビューで「今のアメリカの最も大きな問題は同性愛差別」と指摘している。
雑誌The AdvocateのSteve Gdulaは、「1980年代から1990年代の前半にかけて、マドンナのビデオやシングルのリリースは、祝日が来るようなものだった。少なくとも彼女のゲイファンにはね」と述べ、アメリカ国内のゲイ男性にエイズ感染の輪が拡大していた当時の背景を踏まえて「彼らの後押しでスターダムに上った他のアーティスト達が彼らとの距離を取ろうとするなかで、マドンナだけがゲイファン達に（希望の）光を当てるべく舞い戻り、まばゆい輝きを浴びせた存在だった」とコメントしている。"Madonna As Postmodern Myth: How One Star's Self-Construction Rewrites Sex, Gender"の著者Georges-Claude Guilbertは、ゲイ・アイコンとしてのマドンナへの賛辞は、ジュディ・ガーランドのものと等しく、共通点も多いと指摘している。ゲイ・アイコンについて「通例、女性のゲイ・アイコンは傷つき易いか自殺を遂げてしまったスターか、マドンナのように何者にも屈しない強いアイドルのいずれかに属している」とGuilbertは指摘している.。マドンナは親しかったダンス講師をエイズで亡くしたことから、エイズ問題にも積極的に取り組んだ。Blond Ambition Tourではバックダンサーの多くがゲイであり、ツアーの舞台裏を描いた映画『イン・ベッド・ウィズ・マドンナ』にも彼らは登場、ゲイ・パレードやゲイ同士のキスが映し出された。マドンナは自身のバイセクシャル性や女性との親密な関係でも知られ、特にサンドラ・バーンハードとの性的関係の噂は、メディアの憶測を呼んだ。1999年にはMTV Video Music Awardsでドラァグ・クイーン達がマドンナの歴代のコスチュームを着用するトリビュート・パフォーマンスも行われた。

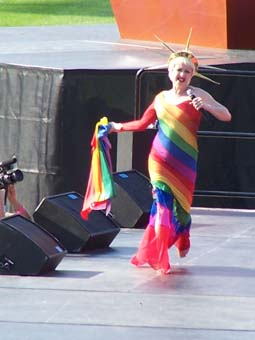
第7回 ゲイゲームズ (2006年)の閉会式にてレインボーカラーのドレスでパフォーマンスをするシンディ・ローパー

もう一人の歌手のスーパースターにシンディ・ローパーがいる。シンディとマドンナはウーマンリブの先駆者達である。1983年に発売されたシンディのデビュー・アルバム『シーズ・ソー・アンユージュアル』は、彼女の代表曲ともなる「ガールズ・ジャスト・ワナ・ハヴ・ファン」などが持つゲイフレンドリー、レズビアンフレンドリーな力強さで多くのファンを獲得した。シンディは人々を公平に分け隔てなく扱う姿勢を1960年代に自分が育ったことが原因で、「世界の視点を変えよう」という1960年代の音楽の賜物だと述べている。シンディによると「誹謗や暴力に立ち向かうコミュニティの人々…ゲイの人々を私が意識するようになっていたから、1970年代前半前には、姉がカムアウトしていた」という。ローパーはそれ以来ゲイの権利擁護派に立ち、LGBTの人々への支援や権利平等派への投票の呼びかけを行っている。
LGBTの権利支援の活動は、シンディが毎年行う「True Colors Tour」のテーマになっている。
アメリカ人としてお互いを知らなくてはいけないし、平等は公平でなくてはなりません。人を愛する事で差別を受けた多くの人々がいるかもしれません。より大きな声を上げましょう。声を上げ、そして投票をしてください。アメリカ人として平等に与えられた唯一の方法です。私たちは投票する権利があります。—Cyndi Lauper、The Advocate
1980年代の中盤には、様々な文化を取り上げて新たな風を呼び込んだ告白スタイルの番組『オプラ・ウィンフリー・ショー』の司会オプラ・ウィンフリーがゲイコミュニティのアイコンに浮上している。イエール大学の社会学学者Joshua Gamsonは著書"Freaks Talk Back"で、「タブロイド・トークショーのジャンルはウィンフリーとフィル・ドナヒューが裾野を広げ、それまで性的な規格にそぐわない人々とされてきた性的少数者の人々を衝撃力の大きいメディアに登場させる機会を数十年にわたって提供してきた点で20世紀におけるどの活動よりも貢献が大きく、ゲイをメインストリームに押し上げ、また社会的受容を広げる役割を果たしている。」と書いた。

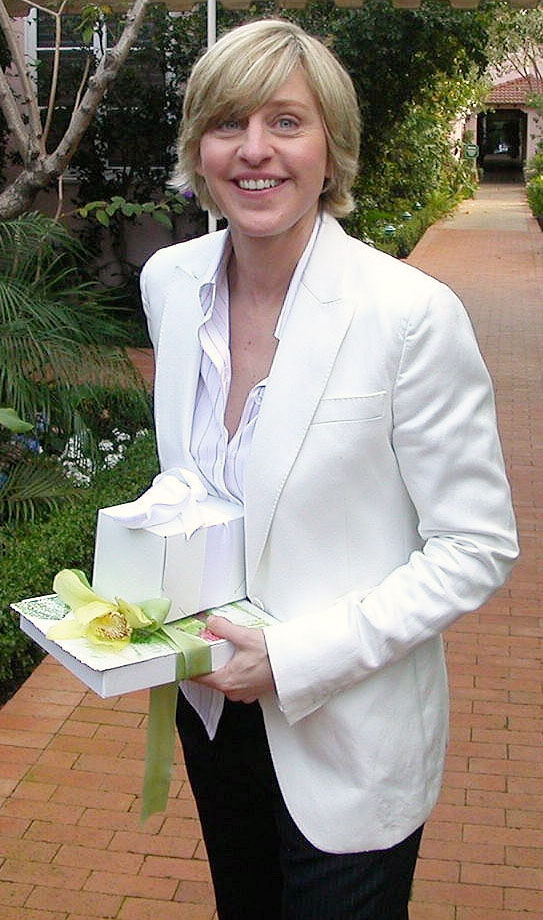
エレン・デジェネレス（2004年）

エレン・デジェネレスはウィンフリーに相談をした後にシチュエーション・コメディの『エレンの部屋』の中で自身がレズビアンであることをカムアウトした。
ウィンフリーは1990年代中盤にタブロイド・トーク体裁のジャンルから離れたが、彼女のその面における役割は、リッキー・レイクやジェニー・ジョーンズジェリー・スプリンガーなどが受け継ぎ、ウィンフリーはゲイフレンドリーな番組の放送を続けている。ウィンフリーの番組「Oprah's Big Give」は同性愛を公言している司会者ネイト・バーカスが登場する初のリアリティ番組として知られている。ウィンフリーの番組はGLAADメディア賞に幾度となくノミネートされ、2007年に賞を受賞している。ウィンフリーのゲイ・アイコン性は、大衆文化にも広まっている。リアリティ番組の一つ「The Benefactor」では、ウィンフリーに多大な影響を受けたアフリカ系アメリカ人のゲイ男性が主人公で、彼は「ウィンフリーならどうするか?」を自問してから行動をしている。ゲイの歌手アダム・ランバートもウィンフリーに大きな影響を受けたファンであることを自認している。
この年代のアイコンには他にバナナラマ、エステル・ゲティ、ビアトリス・アーサー、ジョーン・コリンズ、アニー・レノックスなどがいる。

#### 1990年代 - 2000年代

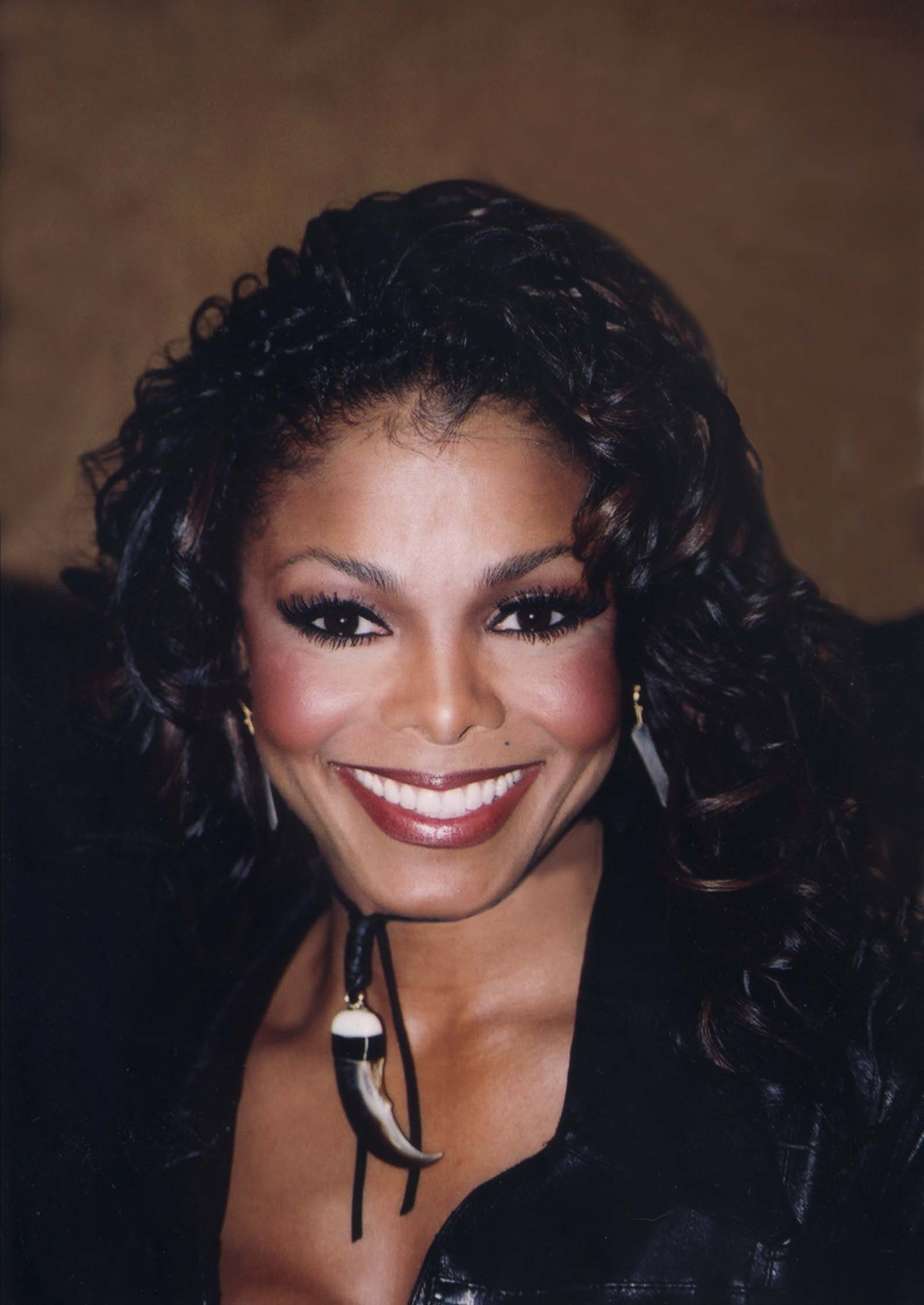
ジャネット・ジャクソン（2002年）

1990年代に「コンテンポラリー・ミュージックで最も楽曲が売れたアーティスト」の記録を2回打ち立てたジャネット・ジャクソン(en:Janet Jackson as gay icon)は、彼女の6枚目のアルバム『ザ・ヴェルヴェット・ロープ』(The Velvet Rope、1997年)のリリース後に著名なゲイ・アイコンとなった。このアルバムはNational Black Lesbian and Gay Leadership Forumからの高い評価を受け、1998年の第19回GLAADメディア賞では性的指向や同性愛嫌悪を扱った楽曲として評価されて優秀音楽アルバム賞を受賞した。2004年にはニューヨークで開催されたプライド・ダンスのイベントに出演。
2008年にはジャネットがLGBTの人々の平等性をエンターテイメントを通じて支えた功労を評価され、メディア・モニタリング団体の中傷と闘うゲイ&レズビアン同盟よりヴァンガード賞が贈られた。GLAADの代表Neil G. Giulianoは「ジャクソンさんは、我が国が直面している深刻なLGBTの人々に対する名誉毀損に立ち向かう私たちと共にあり、LGBTコミュニティ内外からの絶大な支持を受けている」とコメントしている。
カイリー・ミノーグはディスコに影響を受けたダンス・ミュージックやそのキャンピーなスタイルで知られており、ゲイ層から高い支持を受けている。彼女は特にゲイ層に向けて活動していなかった初期の頃からどんな時でもゲイのファン達がそばにいてくれたと語っている。ゲイを公言しているシンガーソングライターのルーファス・ウェインライトはカイリーについて「ゲイが手っ取り早く喜ぶ」と評している。カイリーはゲイ・アンド・レズビアン・マルディ・グラのパーティで1994年、1998年、2012年の3回、2018年のパームスプリングスのホワイトパーティ、ニューヨーク市で行われた2019年のワールドプライドに参加し、2023年にシドニーで開催されたワールドプライドの開会式ではヘッドライナーも務めている。妹のダニー・ミノーグもアイコンの一人であり。LGBTQの権利支援に積極的であり、マルディ・グラにも参加しているほか、ゲイの男性を対象としたデート番組『I Kissed a Boy』の司会を務めるなどしている。
カイリーは厚いゲイのファン層がある理由を「明確な答えはわからないわ。ゲイのオーディエンスは芸能活動を始めたときからいたから…私が養女になったような感じかしらね」と述べている。彼女は自分が多くのゲイ・アイコンと異なり、悲劇的な人物ではない点と強調している。「悲劇的な髪型や服装をしたことは数えきれないわ。でもそのおかげでより良くなるきっかけになったのよ！」とコメントしている。

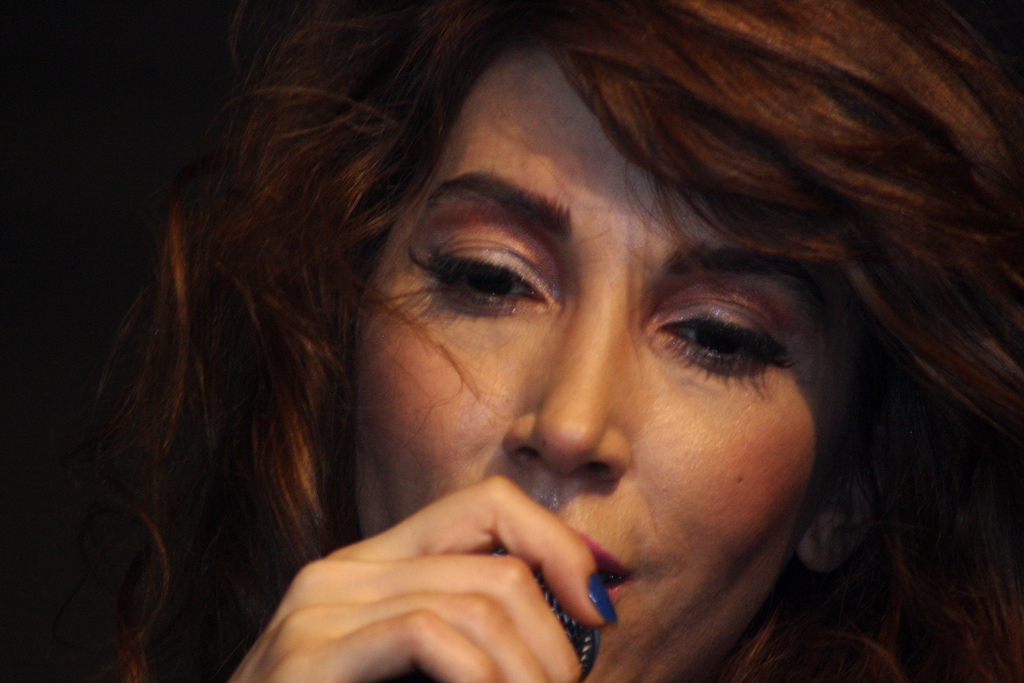
ハンデ・エネル（2011年）

トルコのエレクトロポップシンガー、ハンデ・エネルはゲイ・オーディエンスとの関係性について「強い絆が存在する」と述べている。エネルはキャリアのなかで新しいスタイルに挑戦しており、反偏見の立場の人物であることがゲイ・オーディエンスによく知られている。またゲイクラブによく出没することが知られており、ゲイクラブでのパフォーマンスを行うトルコでは数少ないシンガーの一人とされている。またゲイがテーマのトルコ映画『Kraliçe Fabrikada』でゲイ・アイコンとして取り上げられたことを喜んでいるほか、İstanbul Gay Pride 2009に参加するなど、積極的な反応をしている。

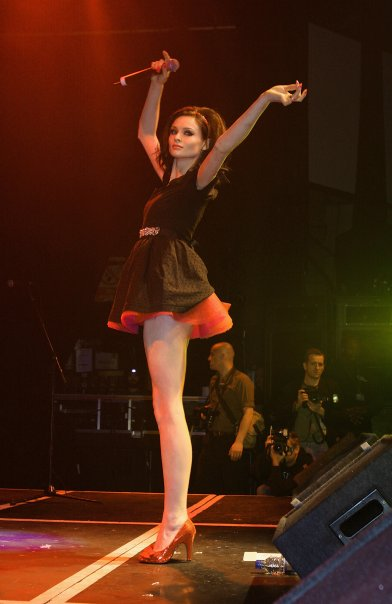
ソフィー・エリス・ベクスター (2007年)

イギリスのポップシンガー、ソフィー・エリス・ベクスターもゲイ・コミュニティと密接な関係を築いているアイコンの一人であり、権利の支援活動にも積極的に取り組んでいる。更にソフィーはLGBTQのファン達がいることによって安心しながらワクワクしてパフォーマンスすることが出来る、自由な表現力は彼らのおかげと述べている。
女優メーガン・ムラーリーはテレビドラマ『ふたりは友達? ウィル&グレイス』のカレン・ウォーカー役が当たり、ゲイ・アイコンとなった。あるコメンテーターはこの番組のムラーリーについて「彼女になりたい、彼女と仲良くなりたいと思う男女両方のゲイファンの心を魅了する役だ」と述べている。
ステージでの奔放な振る舞いや権威をものともしない性格で有名なロックミュージシャンのコートニー・ラブは1990年代中盤のゲイ・アイコンとされ、彼女のバンドのホールがリリースした3枚目のアルバム『Live Through This』はマルチプラチナ・アルバムとなった。ラブ自身の私生活はドラッグに溺れたものであったが、彼女の生い立ちや落ち込みを見せる姿、アーティストとしての激しさ全てがゲイ・アイコンとなる要素を備えていた。ラブは十代から二十代の初めまでゲイ男性やドラァグクイーン達と交流を重ねた時期があった。ラブの熱狂的なゲイファン層については、2010年にホールの4枚目のアルバムがリリースされた際に ニューヨーク・プレスの記事 にて語られた。

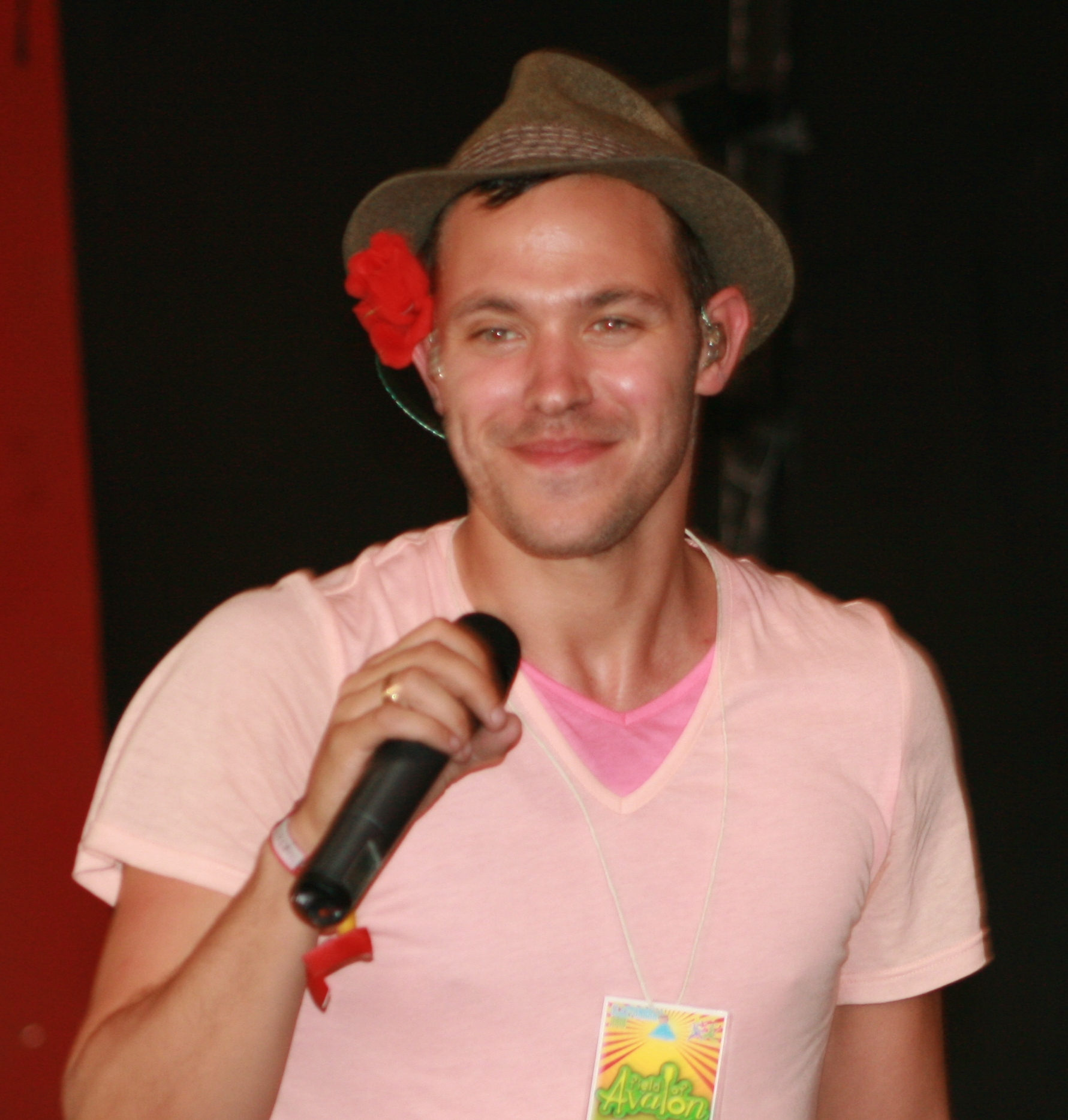
ウィル・ヤング（2008年）

メディア関連の人物や著名人で性的指向を公表した人々でゲイ・アイコンになった人物にはウィル・ヤング、ニール・パトリック・ハリス、K.d.ラング、ロージー・オドネル、T・R・ナイトなどがいる。
またこの時代のゲイ・アイコンにはブリトニー・スピアーズ、ルーシー・ローレス、スパイス・ガールズなどがいる。

#### 2010年 - 現在
近年では数多くのエンターテイナーが新世代のゲイ・アイコンとして名が挙がる。性的指向を公表した男性の中ではオリー・アレクサンダーやリル・ナズ・Xが新世代のアイコンとして取り上げられている。更にトロイ・シヴァンもゲイ・アイコンと呼ばれることがあるが、本人はそういった肩書きを嫌っている。

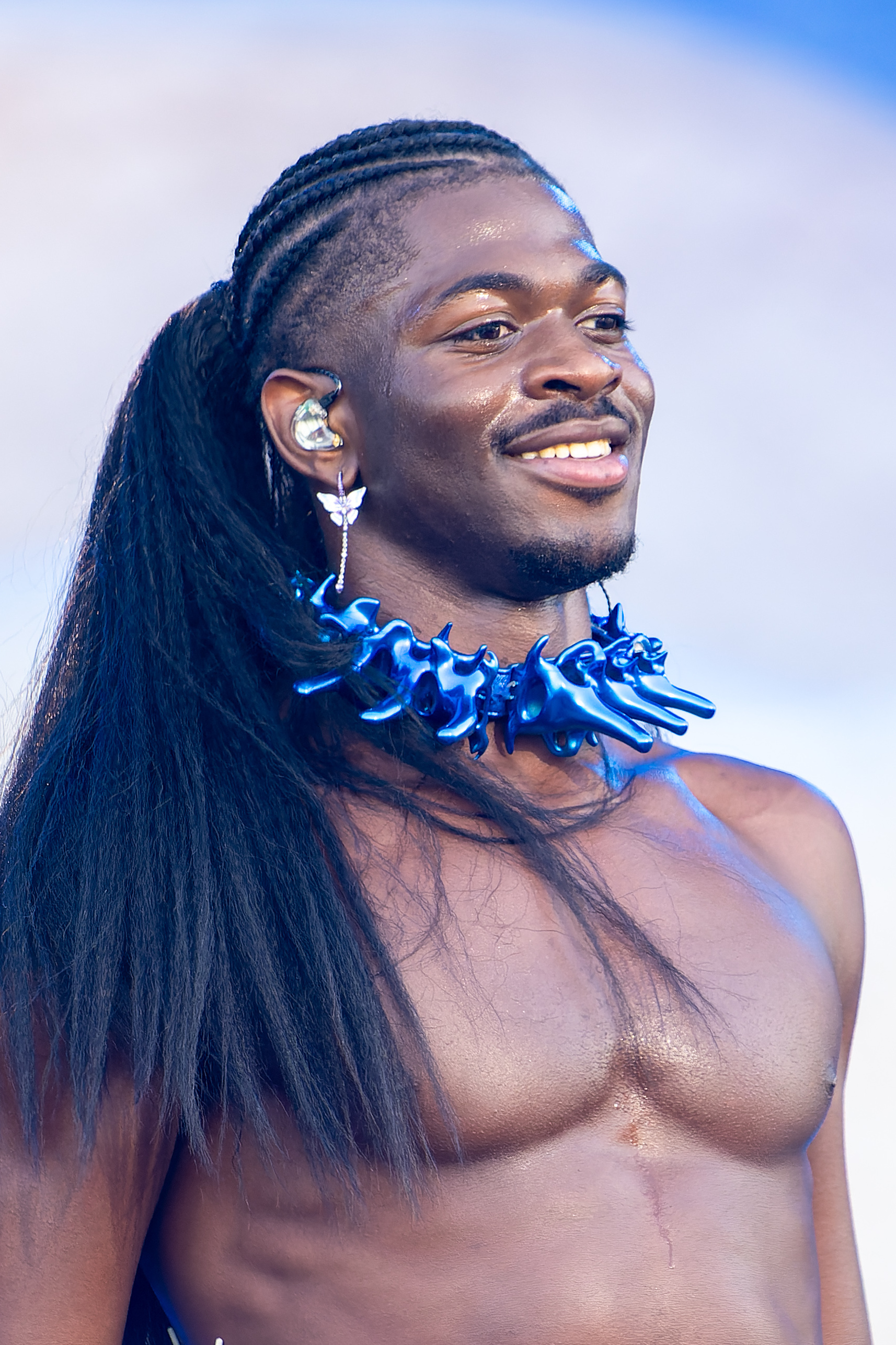
リル・ナズ・X（2023年）
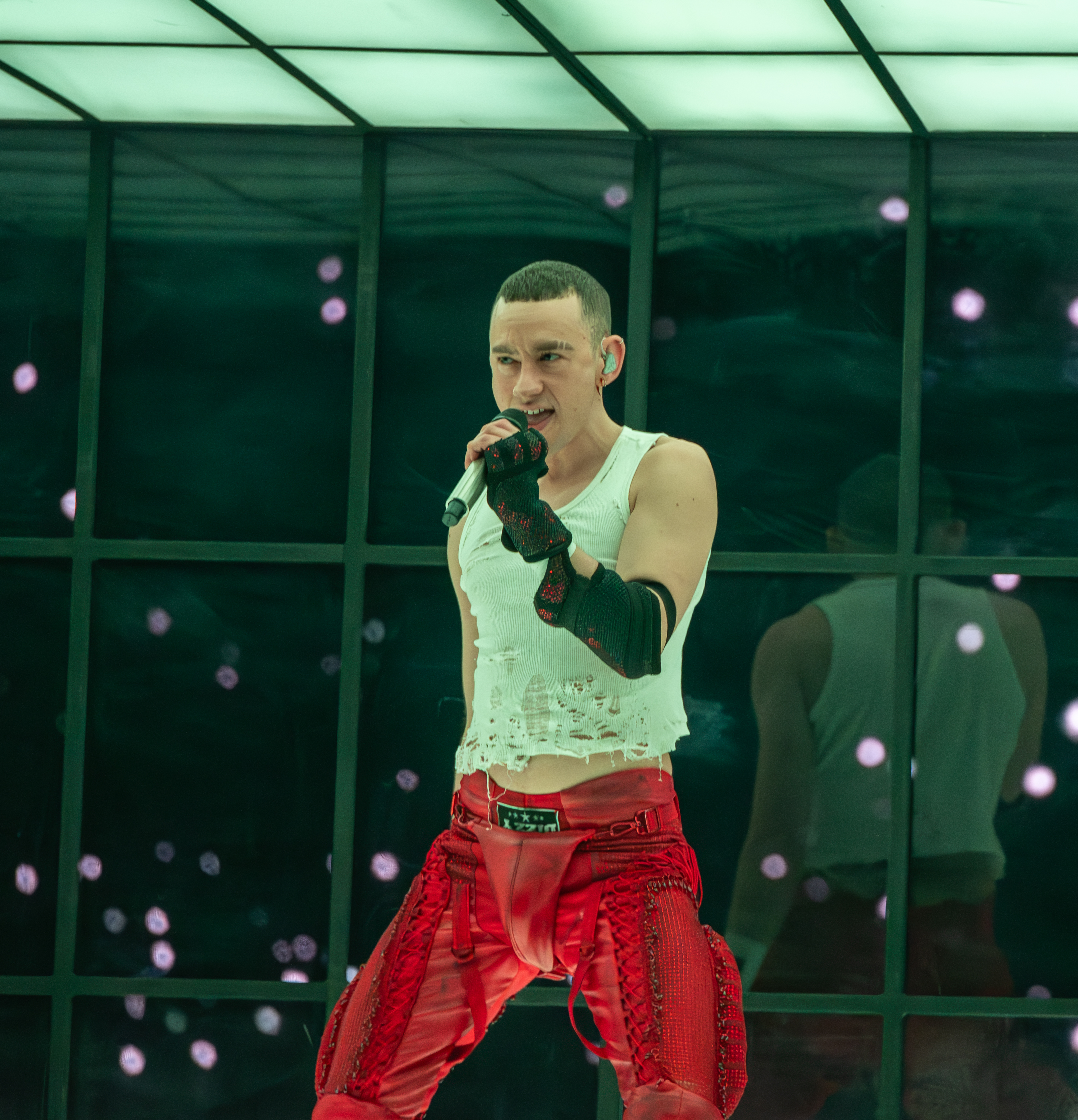
オリー・アレクサンダー（2024年）

上記に挙がった以外にも様々なアーティストらがゲイ・アイコンとして扱われる場合がある。以下はその例の一部である。
| A-F - クリスティーナ・アギレラ - トーリ・エイモス - ティナ・アリーナ - ランス・バス - ヴィクトリア・ベッカム - イーディス・ブーヴィエ・ビール - ビッグ・フリーディア - ビヨンセ - ビョーク - ケイト・ブッシュ - マライア・キャリー - キム・キャトラル - マーガレット・チョー - カート・コバーン - ヒラリー・ダフ - ティナ・フェイ - ハーヴェイ・ファイアスタイン G-K - サラ・ミシェル・ゲラー - ガールズ・アラウド - キャシー・グリフィン - ジェイク・ジレンホール - ロブ・ハルフォード - アン・ハサウェイ - パリス・ヒルトン - ジェニファー・ハドソン - ラトーヤ・ジャクソン - ケント・ジェームズ - Kazaky - ジョニー・ノックスビル | L-P - レディー・ガガ - アダム・ランバート - リーバ・マッキンタイア - マルーマ - マクフライ ハリー・ジャッド - スティーヴィー・ニックス - サラ・ジェシカ・パーカー - マイリー・サイラス - ピーチズ - リアム・ペイン - ケイティ・ペリー - エレン・ポンピオ Q-U - リアーナ - イザベラ・ロッセリーニ - ケイト・ライアン - シザー・シスターズ - ジョジョ・シワ - ヴィヴェック・シュラヤ - クロエ・セヴィニー - サム・スミス - トリ・スペリング - グウェン・ステファニー - ハワード・スターン - ネイト・シルバー - ミンク・ストール - ジョージ・タケイ - タリア V-Z - ヴィレッジ・ピープル - ルーファス・ウェインライト |

### スポーツ界
マルチナ・ナブラチロワ、ビリー・ジーン・キング、ベン・コーエン、デビッド・ベッカム、クリスティアーノ・ロナウドなどがゲイ・アイコンとされている。
性的指向を公表した男性としてはトーマス・デーリーがゲイ・アイコンの一人として数えられている。

### 政界

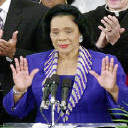
人権活動家コレッタ・スコット・キング（1927年-2006年）

政治界においても数多くのゲイ・アイコンが存在するが、ダイアナ、ジョージ・マスコーニ、Coretta Scott King、エイブラハム・リンカーン、ウィニー・マンデラ、ヒラリー・クリントン、エバ・ペロン、ジャクリーン・ケネディ・オナシス、イメルダ・マルコスなどが著名な存在とされている。アイルランドの人権活動家ロジャー・ケースメントは20世紀初頭のゲイ・アイコンであった。前述の女性人権活動家のコレッタ・スコット・キングはゲイコミュニティにおけるゲイの権利運動家のなかでも評価の高い人物だった。 コレッタの人生において、彼女の夫マーティン・ルーサー・キング・ジュニアが導いた公民権運動の成功は、LGBT運動のそれと一致したものだった。
私はレズビアンやゲイ達の権利について語るべきではない、人種の平等に関する論点では批判に回るべきだという声を未だに耳にします。その時にはマーティン・ルーサー・キング・ジュニアの「非正義はどこにあっても、あらゆる正義の脅威となる」の言葉を思い出すようにしています。マーティン・ルーサー・キング・ジュニアが思い描いた子供達が同じテーブルに集うなかに、レズビアンとゲイの子供達が加わることを皆が願うよう、訴えていきたい。。—Coretta Scott King、Metro Weekly
米サンフランシスコの政治家ハーヴェイ・ミルクはアメリカ国内で最初にゲイを公表して選挙で選ばれた公職者で、1978年にブリッグス州上院議員が成立を目指した投票法案「条例6」（教職にある同性愛者をその性的指向を理由に解雇できるとする条例、en）の破棄に尽力した人物ある。彼は議員としてごく僅かな期間のうちに暗殺されてしまったため、ゲイの地位向上における殉職者として有名で、LGBTまたは性指向が定まっていない高校生のための学校「Harvey Milk High School」に名を残すなど良きロールモデルとして慕われている。彼の生涯は映画『ミルク』で映画化され、主演のショーン・ペンはアカデミー主演男優賞を獲得し、映画が公開となった2008年にはカリフォルニア州法案8（婚姻を男女間に限るSec. 7.5を無効とする法案）が通過した。彼らは精神的強さやスタイル、思いやりや人権平等化の活動が評価された人物達である。
皮肉にもアイコンになってしまった例として反同性愛の活動家アニタ・ブライアントがいる。
1970年代にかけてブライアント達が展開した"Save Our Children"キャンペーンは、同性愛と児童虐待を強引に結びつけ、同性愛は当事者の心における自然発生的なものでなく、同性愛者が引きずり込み仲間を増やしているという主張を激しく行っていた。カリフォルニア州上院議員のジョン・V・ブリッグスはこの活動を"愛国的"で神聖な戦いで、同性愛からアメリカの子供を守る勇気ある行動だと支持した。
しかしながら、雑誌アドボケートのBruce C. Steeleは、ブライアントのゲイ権利活動に対する十字軍的行動は、彼女自身をその言葉と同義語にさせてしまったと述べている。
10年ほど前に私がアメリカの書籍販売団体のコンベンションにいたときにブライアントが現れて、フロリダ・オレンジ・ジュースのスポークスパーソンの仕事などを例に出して、同性愛が彼女のキャリアを破壊してしまったことを未だに怨めしく訴えていた。—as told to Bruce C. Steele、The Advocate
皮肉にも、フロリダ・オレンジ・ジュースのボイコットがブライアントの仕事を失った直接的な理由ではないが、ブライアントの反同性愛の活動は彼女自身をその犠牲者にしてしまった。
展示キュレーターで、ワシントンにあるスミソニアン博物館の元展示責任者のJohn Coppolaは「偶然にも、アニタ・ブライアントの活動はゲイ権利活動の好機となってしまった。彼女とその支持者の横暴さはゲイ権利活動を充分すぎるほど活気づけてしまった」と述べている。ブライアントの反LGBT活動から30年を記念した式典がStonewall Library & Archivesで行われ、この式典の代表Jack Rutlandは彼女を"The Mother of Gay Rights"（ゲイ権利の母）と讃えた。

## フィクションにおける例
数多くの架空のキャラクターがゲイ・アイコンであるとされている。アメリカン・アニメーションの黄金時代につくられたワーナー・ブラザース・カートゥーン(Warner Bros. Cartoons)のキャラクターに、擬人化されたウサギバッグス・バニー（米TV Guideが史上最高のアニメキャラクターの一人と総称されたキャラクター）は、「クィアカルチャーアイコンで、パロディのディーバ」と評される。スポンジ・ボブのキャラクターの一人パトリック・スターは性的な暗喩を持つダブルミーニングなセリフを呟くことで、新たなゲイ・アイコンの仲間入りをしている。
コミックにおいてもゲイ・アイコンは存在する。『バットマン』における同性愛的解釈や、オリジナルのロビン、ディック・グレイソンは文化的にも興味深いが、精神科医フレドリック・ワーサムの著書『無垢への誘惑』(1954年)など学術研究においても関心を集めることがある。
1950年代の中盤に、ワーサムは反コミックブックの全国キャンペーンを展開し、コミックブックが子供を性と暴力を結びつけるという説をアメリカ人に主張していた。
バットマンとロビンの関係性についてワーサムは「成熟した大人のそばにいる若者という形態や「ガニメデとゼウス」的な恋愛関係に繋がるバットマンのようなストーリーは、同性愛指向を定着させる原因となる」と断言している。"Containing America: Cultural Production and Consumption in Fifties America"の著者Nathan Abramsとジュリー・ヒューズは、バットマンとロビンを同性愛的解釈と結びつけることは前述のワーサムの著書の前にも存在したと指摘している。ワーサムは彼の著書について、実際にはカリフォルニアの精神科医が以前に研究したものに刺激されたものだと主張している
バットマンと悪役ジョーカーの関係性も、多くの人によって同性愛的な解釈をされている。『バットマン: ダークナイト・リターンズ』の著者フランク・ミラーは彼らについて「homophobic nightmare (反同性愛者の悪夢)」と語り、彼らの性的衝動が犯罪取り締まりに駆り立て、結びの言葉「彼がゲイ（同性愛・陽気な）だったら、まともだったろう」の言葉に繋がっているのだと分析している。また、スーパーマンもゲイ・アイコンの一つである。
1960年代にLGBTカルチャーに最も影響を与えたテレビ番組にコメディ番組『奥さまは魔女』がある。キャンプ的なキャラクター性はさておき、この番組には2人のゲイ出演者（ディック・サージェントとポール・リンデ）がいる。番組のスター、エリザベス・モンゴメリーとサージェントは、1990年代前半のロサンゼルスで行われたゲイ・パレードのグランドマーシャルだった。他の例にはサイエンスフィクションの番組『バフィー 〜恋する十字架〜』や、『オール・マイ・チルドレン』のビアンカ・モンゴメリーがある。

## 日本の男女ゲイ・アイコン、LGBTアイコン
ゲイの間で多くの女性、男性、ゲイの俳優、歌手が人気を獲得してきた。1960年代から1970年代に人気があったのは、高倉健、三島由紀夫、赤木圭一郎、カルーセル麻紀、美輪明宏らだった。1970年代には山口百恵、ピンクレディーも人気者になった。1980年代には早見優、柏原芳恵などは概ねゲイシーンでも好評であった。1990年代は華原朋美、安室奈美恵、MAX、SPEED、浜崎あゆみ、モーニング娘。が人気だった。上原多香子、浜崎あゆみは特に人気があった。レズビアンに人気があった女優は中谷美紀、榎本加奈子。ゲイシーンではMAXやSPEEDの振り付けを真似るのが流行った。2000年代に入ると、dreamが新宿二丁目で短期間盛り上がり、モーニング娘。や松浦亜弥を含むハロー!プロジェクトが人気になり、2000年代後半にはAKB48やPerfumeへと人気が分散した。2010年代はKARAや少女時代といったK-POPスターが登場した。そして、AKB48以外のAKB48グループが注目を集め、ももいろクローバーZやきゃりーぱみゅぱみゅも人気を獲得している。また、この時期にモーニング娘。の人気が再燃した。ゲイ・アイコンとなるアイドルは女性が多く、振り付けがありファンが一緒に踊れるような歌手が支持を受けやすい傾向にある。
ニュー・ミュージック、J-POP系では、松任谷由実と中島みゆき、松田聖子などが知られている。宇多田ヒカルは2021年、ノンバイナリーであることをカミングアウトしている。
ゲイ・アイコンとされる著名人の一部は、ゲイから熱い支持を受けていることを理解している。例えば、松任谷由実は「告白」、宇多田ヒカルは「ともだち」など同性愛をテーマにした楽曲を発表している。松田聖子はゲイイベントに出演したほか、LGBT向けの雑誌で特集されインタビューを受けるなどしている。

## 関連書籍
- Frightening the Horses: Gay Icons of the Cinema, Eric Braun (2002). ISBN 1-903111-10-2
- 20th Century Icons-Gay, Graham Norton (2001). ISBN 1-899791-77-9
- Gay histories and cultures, George E. Haggerty (2000). ISBN 0-8153-1880-4
- The Culture of Queers, Richard Dyer (2002). ISBN 0-415-22376-8